# ايروجت
ايروجت (بالإنجليزية: Aerojet)‏ هي شركة أمريكية، تعمل في مجال تصنيع الصواريخ الفضائية ومحركات الصواريخ. تأسست في 1942. ويقع مقرها الرئيسي في رانتشو كوردوفا، ساكرامينتو، كاليفورنيا بولاية كاليفورنيا، مع فروع متواجدة في ريدموند، واشنطن، أورانج وغينسفيل في ولاية فرجينيا، و كامدن، أركنساس. كانت مملوكة من قبل (Aerojet GenCorp). في عام 2013، تم دمج ايروجت مع شركة برات آند ويتني روكيتداين (Pratt & Whitney Rocketdyne) لتشكيل شركة ايروجت روكيتداين (Aerojet Rocketdyne).